# Gary Sick
Gary Sick (* 4. April 1935 in Russell, Kansas) ist ein Professor für Internationale Beziehungen und Public Affairs mit dem Schwerpunkt Naher Osten am SIPA Middle East Institute der Columbia University. Unter der Carter-Administration war er Berater im Nationalen Sicherheitsrat der Vereinigten Staaten. Er erlangte Bekanntheit im Rahmen der Befreiung der US-amerikanischen Geiseln im Iran.

## Leben
Sick begann seine Laufbahn als Captain der US Navy. Nach dem Ausstieg aus dem Militär erwarb er 1970 einen Master für Politikwissenschaften an der  George Washington University und schloss 1973 seine Promotion an der Columbia University ab.
Von 1976 bis 1981 diente Sick im Nationalen Sicherheitsrat und war zuständiger Berater für die Regierung bezüglich der Beziehungen in der Region des Persischen Golfs.
Nach seinem Ausscheiden aus der Politik wurde er stellvertretender Direktor der Ford Foundation, zuständig für internationale Beziehungen, später ging er an die Columbia-Universität. Neben seiner akademischen Tätigkeit sitzt er im Verwaltungsrat von Human Rights Watch und nimmt dort beratende Tätigkeiten wahr.

## Werke
- All Fall Down: America’s Tragic Encounter With Iran (Random House, 1985)
- October Surprise: America’s Hostages in Iran and the Election of Ronald Reagan (Random House/Times Books, 1991)
- The Persian Gulf at the millennium: essays in politics, economy, security, and religion (St. Martin’s Press, 1997)